# Bakčar (Oblast' di Tomsk)
Bakčar (in russo Бакчар?) è un villaggio della Russia asiatica nell'oblast' di Tomsk; è il centro amministrativo del rajon Bakčarskij.
Si trova sulle rive del Galka (affluente del fiume Bakčar, bacino dell'Ob'), a nord-ovest di Tomsk.